# Adrastea (Misia)

Mapa con algunas de las principales colonias griegas de la Propóntide. Adrastea se ubicaba entre Pario y Príapo.

Adrastea o Adrastia (en griego antiguo: Ἀδράστεια, griego homérico Ἀδρήστεια) era el nombre de una región, ciudad y llanura de Misia, regada por el río Gránico. Su emplazamiento correspondería a la actual ciudad de Azatlı Çiftligi (Başaran).
En la llanura de la ciudad homónima había un oráculo de Apolo y Artemisa, mencionado por Estrabón. El templo fue destruido en tiempos de geógrafo griego, y las piedras fueron trasladas a la ciudad de Pario para construir un gran altar, obra de Hermocreonte.
La ciudad estaba en la llanura entre Príapo y Pario. Esta última era el puerto de la región. Según Plinio el Viejo, era una colonia de Pario, y añade que Homero llama Adrastia a la antigua ciudad de Pitiusa, renombrada como Lámpsaco.
Según Walter Leaf, el topónimo no está relacionado con el nombre de la mitológica Adrastea al no haberse atestiguado su culto en la ciudad.
Calístenes dice que recibió su nombre del rey Adrasto, que fue el primero en fundar un santuario de Némesis. Antímaco y Calímaco lo sitúan en el territorio de Cícico, junto a la corriente del río Esepo.
Su nombre figura en la Ilíada, por lo que se trataría de un asentamiento griego muy antiguo. Su existencia como ciudad cesó cuando los Atálidas la donaron a Pario y quedó integrada en el territorio de esta.